# Histoire comique des États et Empires de la Lune

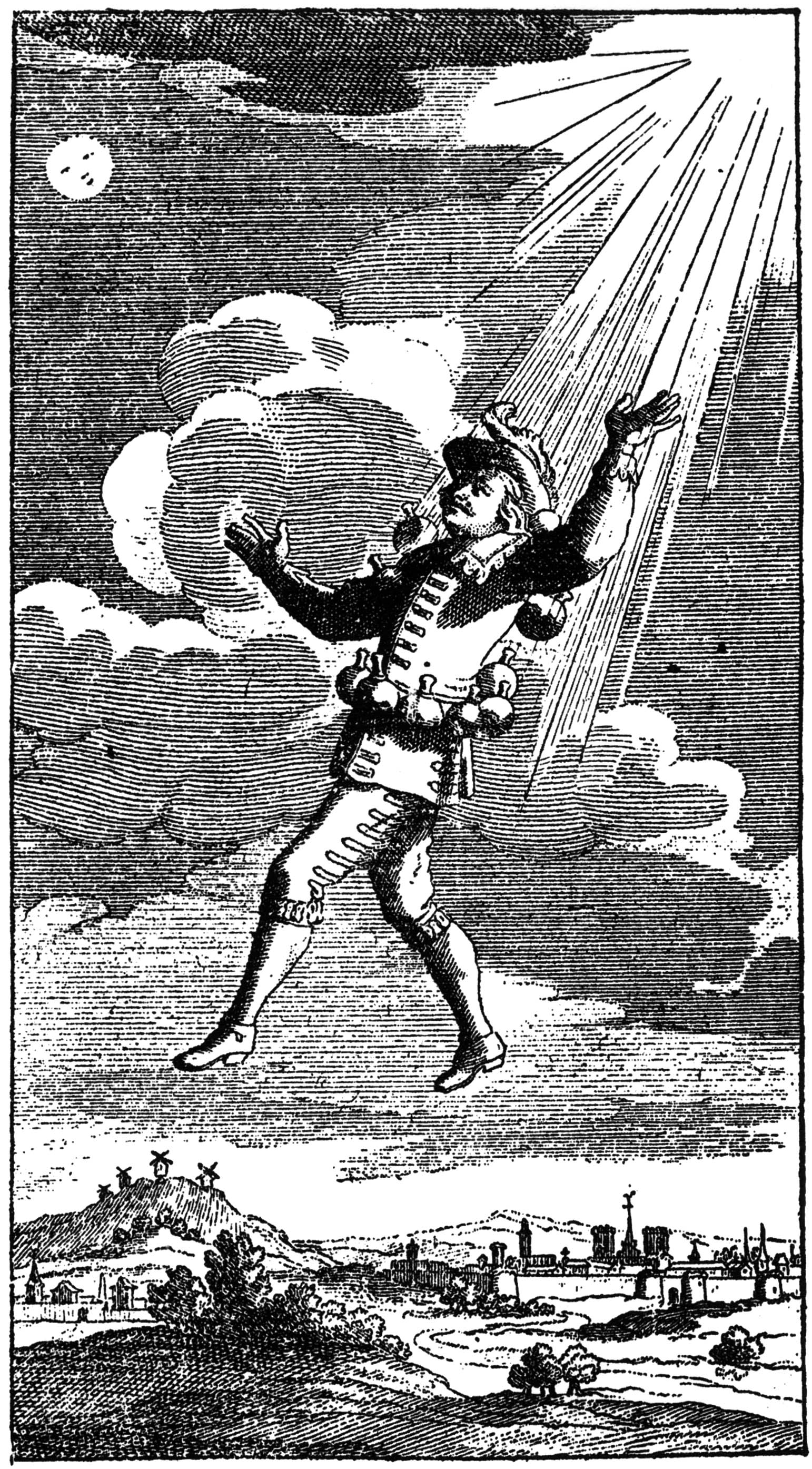
Frontispice de l’Histoire comique contenant les États et empires de la Lune dans le tome II des Œuvres de Monsieur de Cyrano Bergerac éditées par Jacques Desbordes, à Amsterdam, en 1709. Le narrateur s'élève dans les cieux grâce à des fioles de rosée.

L'Histoire comique des États et Empires de la Lune est une nouvelle  initiatique relatant un voyage imaginaire sur la Lune. Prétexte à une satire de son temps, ce texte fut écrit par Cyrano de Bergerac vers 1650 et publié par son ami Henry Le Bret, deux ans après sa mort survenue le 28 juillet 1655. Il en emprunte l'idée à l'œuvre de Francis Godwin The Man in the Moon, publié en 1638 et traduit en français en 1648.
Histoire comique des États et Empires du Soleil fait suite à cet ouvrage.
Ces deux ouvrages sont traditionnellement considérés comme les premières œuvres du genre littéraire de la science-fiction, même si Lucien de Samosate avait déjà proposé une forme de récit d’anticipation dans son Voyage dans la Lune dans ses Histoires vraies au IIe siècle.

## Description
Le récit est une autofiction et Cyrano de Bergerac parle à la première personne,.
Au début de l'histoire Cyrano tente de rejoindre la Lune à l'aide de fioles remplies de rosée. L'essai n'est pas concluant : il retombe en Nouvelle-France, où il rencontre le gouverneur Charles Jacques Huault de Montmagny, avec qui il parle de l'héliocentrisme, des mouvements de la Terre, de la pluralité des mondes et de l'univers infini. Il tente ensuite de s'y rendre grâce à une machine à fusée et cela réussit.
Lors de son atterrissage sur la Lune, il arrive au Paradis terrestre, il rajeunit et redevient un adolescent de 14 ans. Il y rencontre Élie, Adam et Ève, Hénoch et Achab. Pour cause d'irréligion, il est exclu du paradis et vole une pomme de l'Arbre de Science.
Il rencontre ensuite des Séléniens et parle avec le Démon de Socrate des Solariens (les habitants du Soleil). On découvre le mode de vie lunaire. La nourriture des Séléniens est la fumée et la monnaie d'échange de la Lune est le poème. Il faut également savoir que les Séléniens marchent à quatre pattes et trouvent incongru que Cyrano marche sur deux jambes.
Cyrano se retrouve à la cour de la Lune, par sa démarche, il est décrété singe et doit jouer le rôle de la femelle auprès d'un Espagnol déjà présent au milieu des singes (pour cause de ses vêtements de type espagnol que seuls les singes portent habituellement sur la Lune parce qu'ils n'ont rien trouvé de plus ridicule). Il s'entretient avec lui des quatre éléments qui selon lui n'en font qu'un, de la pesanteur et du vide.
Cyrano passe devant un tribunal où les Sélénites se posent à nouveau des questions sur son espèce qu'ils ne connaissent pas et se demandent d'ailleurs pourquoi Dieu aurait créé une telle bête. Il se défend en s'aidant des principes d'Aristote mais le tribunal les remet en cause et Cyrano se voit attaqué pour avoir dit que la Lune n'était qu'une Lune de la Terre (les Sélénites considérant l'inverse). Il est condamné à « une amende honteuse (car il n’en est point en ce pays-là d’honorable) ; dans laquelle amende je me dédirais publiquement d’avoir enseigné que la Lune [la Terre des hommes] était un monde, et ce à cause du scandale que la nouveauté de cette opinion aurait pu causer dans l’âme des faibles. ».
Il est relâché et fait la rencontre de deux professeurs d'académie avec lesquels il va s'entretenir longuement : négation de la gérontocratie et du respect dû aux parents, démystification de la procréation dans le mariage, sensation des plantes (éloge du chou), microcosme et macrocosme, éternité du monde, les atomes et le hasard. Cyrano se balade ensuite sur la Lune, on lui présente deux livres lunaires pour passer le temps. Lors d'une promenade, il découvre le sort réservé aux morts et la place du sexe dans la société lunaire. Il s'entretient pour finir avec un jeune homme qui tente de la convertir. Il réfute l'immortalité de l'âme, le miracle, l'imagination, la spiritualité, la résurrection et l'existence de Dieu.
Cyrano retourne sur Terre avec l'aide du Diable.

### La monnaie lunaire
Sur la lune, on paye en vers.

« — Ha ! vraiment, dis-je en moi-même, voila justement la monnaie dont Sorel fait servir Hortensius dans Francion, je m’en souviens. C’est là sans doute, qu’il l’a dérobé ; mais de qui diable peut-il l’avoir appris Il faut que ce soit de sa mère, car j’ai ouï dire qu’elle était lunatique. J’interrogeai mon démon ensuite si ces vers monnayés servaient toujours, pourvu qu’on les transcrivît ; il me répondit que non, et continua ainsi :  Quand on en a composé, l’auteur les porte à la Cour des monnaies, où les poètes jurés du royaume font leur résidence. Là ces versificateurs officiers mettent les pièces à l’épreuve, et si elles sont jugées de bon aloi, on les taxe non pas selon leur poids, mais selon leur pointe, et de cette sorte, quand quelqu’un meurt de faim, ce n’est jamais qu’un buffle, et les personnes d’esprit font toujours grande chère.  »

### Les maisons lunaires
Au milieu de cet échange, il nous explique rapidement le système des maisons lunaires. Il en existe de deux sortes, les maisons mobiles et les maisons sédentaires.

« Je le suppliai de me dire ce qu’il entendait par ce voyage de la ville, dont tantôt il avait parlé, si les maisons et les murailles cheminaient. Il me répondit : — Nos cités, ô mon cher compagnon, se divisent en mobiles et en sédentaires ; les mobiles, comme par exemple celle où nous sommes à présent sont construites ainsi :  L’architecte construit chaque palais, ainsi que vous voyez, d’un bois fort léger, y pratique dessous quatre roues ; dans l’épaisseur de l’un des murs, il place des soufflets gros et nombreux et dont les tuyaux passent d’une ligne horizontale à travers le dernier étage de l’un à l’autre pignon. De cette sorte, quand on veut traîner les villes autre part (car on les change d’air à toutes les saisons), chacun déplie sur l’un des côtés de son logis quantité de larges voiles au-devant des soufflets ; puis ayant bandé un ressort pour les faire jouer, leurs maisons en moins de huit jours, avec les bouffées continues que vomissent ces monstres à vent et qui s’engouffrent dans la toile, sont emportées, si l’on veut, à plus de cent lieues. Voici l’architecture des secondes que nous appelons sédentaires : les logis sont presque semblables à vos tours, hormis qu’ils sont de bois, et qu’ils sont percés au centre d’une grosse et forte vis, qui règne de la cave jusqu’au toit, pour les pouvoir hausser ou baisser à discrétion. Or la terre est creusée aussi profonde que l’édifice est élevé, et le tout est construit de cette sorte, afin qu’aussitôt que les gelées commencent à morfondre le ciel, ils descendent leurs maisons en les tournant au fond de cette fosse et que, par le moyen de certaines grandes peaux dont ils couvrent et cette tour et son creusé circuit, ils se tiennent à l’abri des intempéries de l’air. Mais aussitôt que les douces haleines du printemps viennent à le radoucir, ils remontent au jour par le moyen de cette grosse vis dont j’ai parlé. »

### Les livres lunaires
Sur la Lune, les livres sont différents des livres terrestres. Ils se présentent sous forme de boîte richement décorée et ressemblent à des livres audio.

« À l’ouverture de la boîte, je trouvai dedans un je ne sais quoi de métal quasi tout semblable à nos horloges, plein d’un nombre infini de petits ressorts et de machines imperceptibles. C’est un livre à la vérité, mais c’est un livre miraculeux qui n’a ni feuillets ni caractères ; enfin c’est un livre où, pour apprendre, les yeux sont inutiles ; on n’a besoin que d’oreilles. Quand quelqu’un donc souhaite lire, il bande, avec une grande quantité de toutes sortes de clefs, cette machine, puis il tourne l’aiguille sur le chapitre qu’il désire écouter, et au même temps il sort de cette noix comme de la bouche d’un homme, ou d’un instrument de musique, tous les sons distincts et différents qui servent, entre les grands lunaires, à l’expression du langage. »

« Lorsque j’eus réfléchi sur cette miraculeuse invention de faire des livres, je ne m’étonnai plus de voir que les jeunes hommes de ce pays-là possédaient davantage de connaissance à seize et à dix-huit ans que les barbes grises du nôtre ; car, sachant lire aussitôt que parler, ils ne sont jamais sans lecture ; dans la chambre, à la promenade, en ville, en voyage, à pied, à cheval, ils peuvent avoir dans la poche, ou pendus à l’arçon de leurs selles, une trentaine de ces livres dont ils n’ont qu’à bander un ressort pour en ouïr un chapitre seulement, ou bien plusieurs, s’ils sont en humeur d’écouter tout un livre : ainsi vous avez éternellement autour de vous tous les grands hommes et morts et vivants qui vous entretiennent de vive voix. »

### La mort lunaire
Il y a trois manières de mourir sur la Lune : l'inhumation, la crémation et l'anthropophagie.

« Hormis les criminels, tout le monde est brûlé : aussi est-ce une coutume très décente et très raisonnable, car nous croyons que le feu, ayant séparé le pur de l’impur et de sa chaleur rassemblé par sympathie, cette chaleur naturelle qui faisait l’âme, il lui donne la force de s’élever toujours, en montant jusqu’à quelque astre, la terre de certains peuples plus immatériels que nous, plus intellectuels, parce que leur tempérament doit correspondre et participer à la pureté du globe qu’ils habitent, et que cette flamme radicale, s’étant encore rectifiée par la subtilité des éléments de ce monde-là, elle vient à composer un des bourgeois de ce pays enflammé. Ce n’est pas pourtant encore notre façon d’inhumer la plus belle. Quand un de nos philosophes est venu en un âge où il sent ramollir son esprit, et la glace des ans engourdir les mouvements de son âme, il assemble ses amis par un banquet somptueux ; puis ayant exposé les motifs qui l’ont fait résoudre à prendre congé de la nature, le peu d’espérance qu’il a de pouvoir ajouter quelque chose à ses belles actions, on lui fait ou grâce, c’est-à-dire on lui ordonne la mort, ou un sévère commandement de vivre. Quand donc, à la pluralité de voix, on lui a mis son souffle entre ses mains, il avertit ses plus chers et du jour et du lieu : ceux-ci se purgent et s’abstiennent de manger pendant vingt-quatre heures ; puis arrivés qu’ils sont au logis du sage, après avoir sacrifié au soleil, ils entrent dans la chambre où le généreux les attend appuyé sur un lit de parade. »

 Le philosophe est ensuite mangé pour faire partager ses connaissances à ses amis.

### Le sexe sur la Lune
Les Sélènes ne sont pas gênés de parler de sexe que ce soit la femme ou l'homme.

«  Sachez donc que l’écharpe dont cet homme est honoré, où pend pour médaille la figure d’un membre viril, est le symbole du gentilhomme, et la marque qui distingue le noble d’avec le roturier. J’avoue que ce paradoxe me sembla si extravagant que je ne pus m’empêcher d’en rire. — Cette coutume me semble bien extraordinaire, dis-je à mon petit hôte, car en notre monde la marque de noblesse est de porter l’épée. Mais lui, sans s’émouvoir : — Ô mon petit homme ! s’écria-t-il, que les grands de votre monde sont enragés de faire parade d’un instrument qui désigne un bourreau, qui n’est forgé que pour nous détruire, enfin l’ennemi juré de tout ce qui vit ; et de cacher, au contraire, un membre sans qui nous serions au rang de ce qui n’est pas, le Prométhée de chaque animal, et le réparateur infatigable des faiblesses de la nature ! Malheureuse contrée, où les marques de génération sont ignominieuses, et où celles d’anéantissement sont honorables. Cependant, vous appelez ce membre-là les parties honteuses, comme s’il y avait quelque chose de plus glorieux que de donner la vie, et rien de plus infâme que de l’ôter ! »

## Hommages
- La pianiste et compositrice de jazz française Leïla Olivesi a publié en 2015 Utopia, un album inspiré par les écrits de Cyrano de Bergerac.
- La série de bande-dessinée De cape et de crocs, scénarisée par Alain Ayroles et dessinée par Jean-Luc Masbou, s'inspire en partie de cette œuvre : les protagonistes parviennent sur la lune et y découvrent un monde semblable à la description faite par "M. de Bergerac" : maisons mobiles, poèmes en guise de monnaie, et y rencontrent même Cyrano.
- On retrouve également une référence à cette œuvre dans la pièce de théâtre d'Edmond Rostand intitulée Cyrano de Bergerac. Le héros éponyme, afin de permettre une entrevue entre sa cousine Roxane et son ami Christian, distrait un garde en racontant un voyage farfelu qu'il souhaiterait organiser pour aller sur la Lune. Œuvre que le véritable Cyrano de Bergerac a publié, sur ce même thème.
- Dans le film Cyrano réalisé par Jean-Paul Rappeneau en 1990, Cyrano fait semblant de tomber de la Lune et raconte son aventure au comte de Guiche afin de le retarder au mariage de Roxane.